# Брянківська дитяча залізниця
Бря́нківська дитя́ча залізни́ця — колишня дитяча залізниця в місті Брянка Луганської області.

## Історія
Точних даних про дату відкриття дитячої залізниці в місті Брянка не відомо. За спогадами місцевих мешканців, у 1980 році залізниця вже існувала, але вже тоді вона перебувала в занепаді. Можна припустити, що збудована вона була на початку 1970-х років.
За деякими даними, провідниками вагонів працювали діти. Але ось навчалися вони іншими залізничними спеціальностями , але це залишається поки під питанням. До того ж викликає деякі сумніви в правильності зарахування цієї залізниці до категорії дитячих залізниць, а не просто паркових атракціонів.

## Інфраструктура
Одноколійна лінія з двома петлями розворотів проходила Центральним парком міста, дугою огинаючи гору з ротондою на вершині. На маршруті було 4 зупинних пунктів: ПК (неподалік від Палацу культури), Степ, Озеро, Ставки. До речі, у 1980-ті роки станція Ставки вже не функціонувала.
На одному з розворотів залізниці, неподалік від станції Палац культури був побудований бетонний тунель, а точніше, імітація тунелю. Він знаходився на рівнинній частині парку, і ніякого функціонального навантаження не ніс. Проте, в ньому зручно було зберігати рухомий склад.

## Рухомий склад
Брянка — невелике місто на південному заході Луганської області, навколо якого розташована величезна кількість шахт. Тож не дивно, що під час будівництва рухомого складу для дитячої залізниці, за основу були взяті списані шахтні акумуляторний електровоз та пасажирські вагонетки.

## Закриття залізниці
Незабаром після розпаду СРСР сталася криза, і на початку 1990-х років дитяча залізниця закрита. За словами місцевих мешканців, рейки і шпали незабаром демонтували, електровоз відвезли до Луганська (подальша доля не відома). 
Нині про те, що існувала колись дитяча залізниця, нагадує лише напівзруйнований тунель.